# Timuridák
A timuridák (perzsául: |تیموریان, önelnevezés: Gurkānī) Perzsiában és Közép-Ázsiában uralkodó dinasztia 1370-1507 közötti időszakban. Alapítója a barlasz-török származású Timur Lenk, aki a Mongol Birodalom egyik belső hatalmi harcokkal küzdő ága, a Csagatáj-ulusz törzsi konföderáció feletti uralmat szerezte meg. Kezdetben fennhatósága Transzoxánia és Északkelet-Afganisztán területére terjedt, ám később birodalmát világhódító terveinek megfelelően kelet és nyugati irányban is sikeresen növelte. A török-mongol katonai arisztokrácia a mongol hagyományokhoz hűséges, de szigorú szunnita iszlám elveket valósított meg, és a korabeli hadviselési módszerekhez képest is különösen kegyetlen hódításaival írta be magát Közép-Ázsia történelmébe. Fennállása során a már Európát fenyegető, feltörekvő Oszmán Birodalom legfőbb ellensége, majd csaknem elpusztítója volt. Timur alatt Indiától Anatóliáig terjedő birodalmát utódai nem tudták egyben tartani, kisebb Észak-Afganisztáni és Transzoxániai iszlám kánságok uralkodói lettek. Timur egyik leszármazottja Bábur, India meghódításával megalapította az 1857-ig regnáló Mogul Birodalmat.

## Történelem

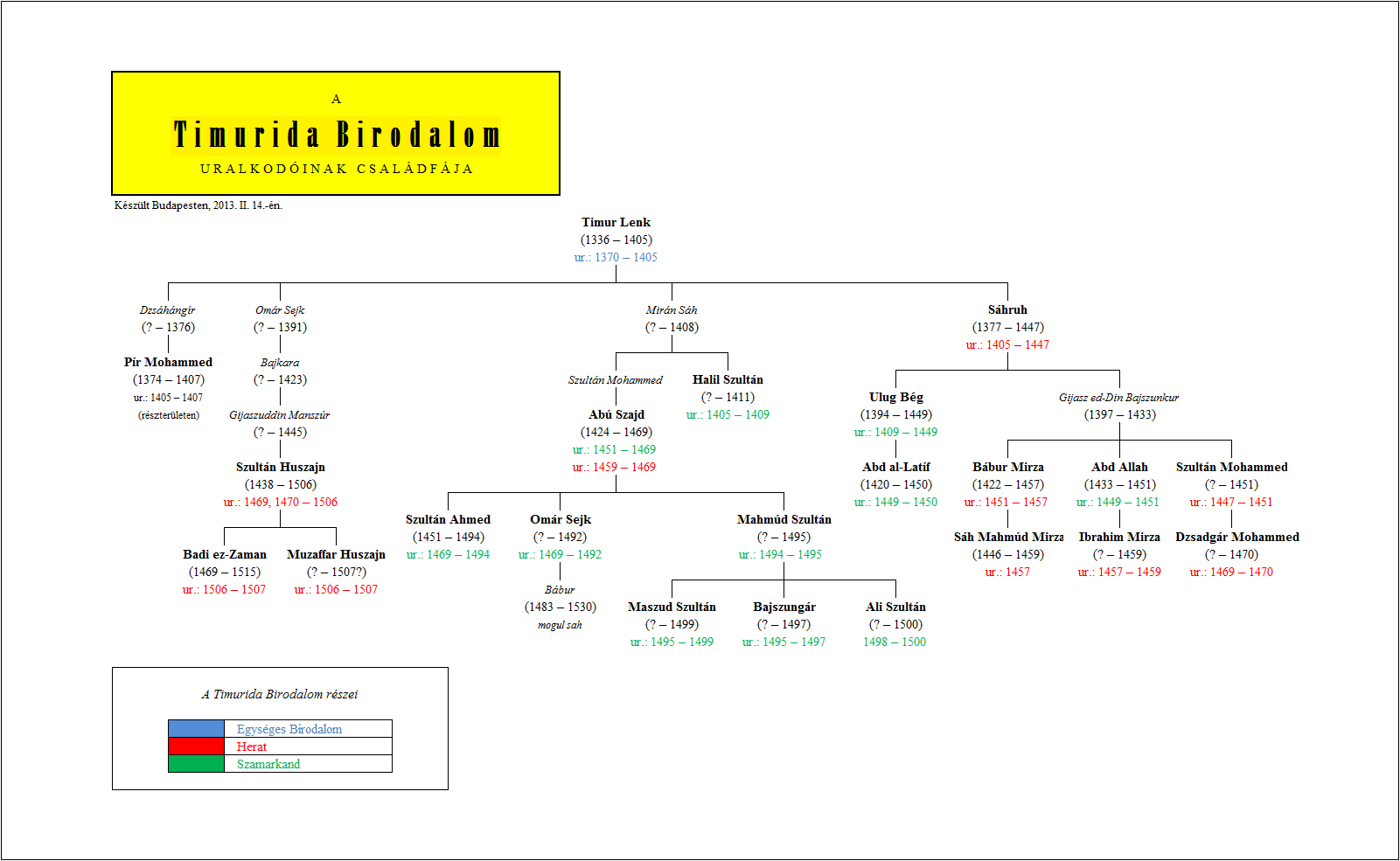
A timuridák családfája

Timur Lenk a transzoxániai Szamarkandot tette a közép-ázsiai sztyeppe fővárosává, és innen vezette hadjáratait Európától Indiáig terjedő birodalmának kiszélesítésére. Akárcsak elődje Dzsingisz kán, a világ meghódítását tervezte. Kegyetlensége a korabeli tudósítások szerint még a mongolokét is felülmúlta. Hadjáratot vezetett a nála sokkal erősebb Arany Horda ellen és megsemmisítette. Annak széthullása után az orosz fejedelmek felszabadultak a tatár elnyomás alól, és önálló államiságot szerveztek. Horászán lerohanása után (1380–1382) a volt Ilhánida fővárost, Szoltánijét foglalta el, bekebelezte Tabrizt, Azerbajdzsánt, Grúziát és Örményországot , csapatai feldúlták Anatóliát. Perzsiai, mezopotámiai hadjárata során elfoglalta Bagdadot (1393), majd India felé vette az irányt és kifosztotta Delhit, Lahort (1398). Perzsiát ismét végigpusztítva a Földközi-tenger melletti Aleppót foglalták el, majd az oszmán törökök ellen intéztek támadást, és megütköztek I. Bajazid seregével, akiket csúfosan megvertek, a szultán és felesége Timur fogságában megalázó módon vesztette életét.
Ekkor Timur már Kína meghódítását tervezte, de halála miatt (1405) erre már nem került sor.

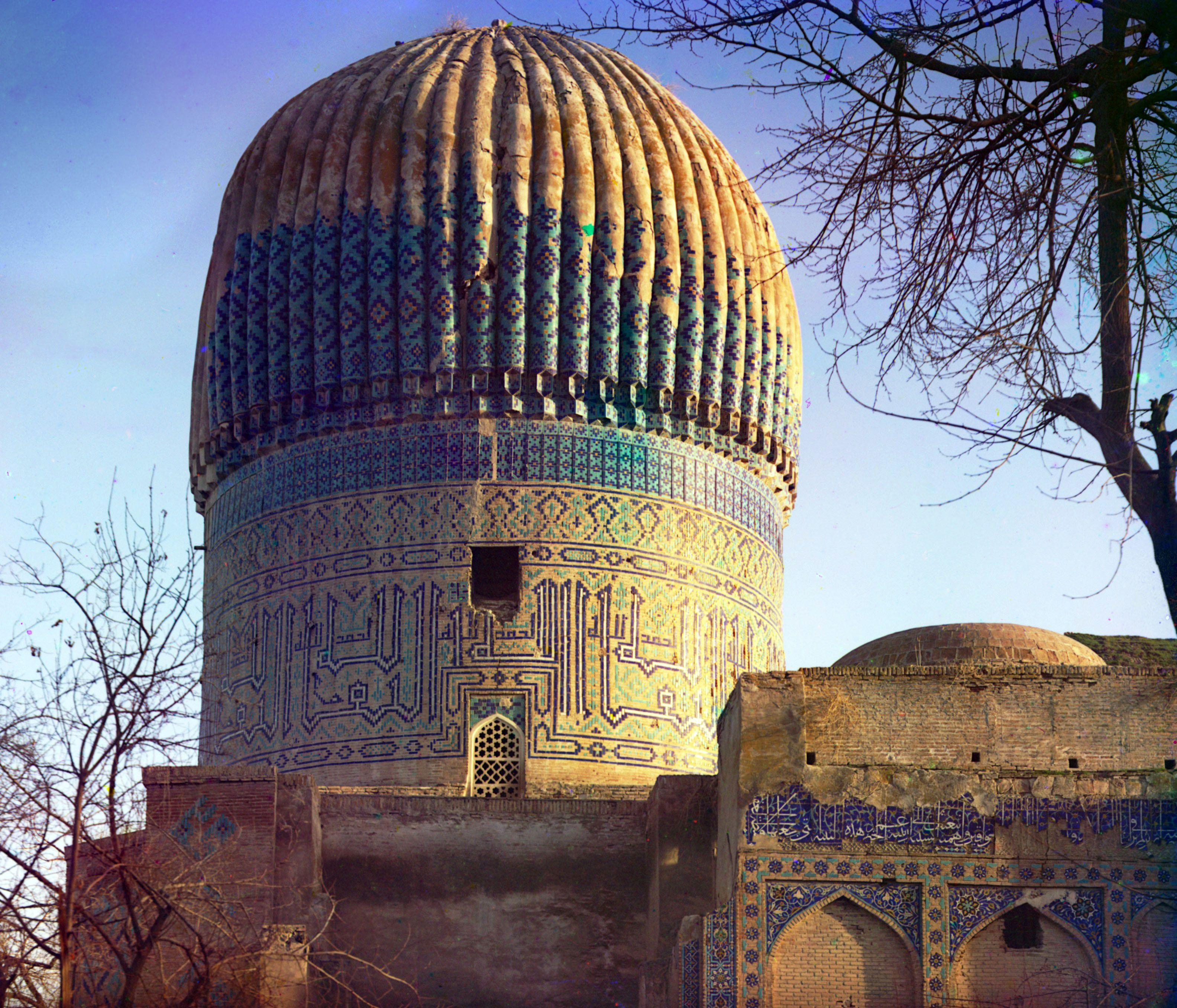
A Gúr-e Mir-mauzóleum Szamarkandban - Timur Lenk mauzóleuma

Elő-Ázsiában Timur hadjáratai rendkívüli pusztítást végeztek, a földművelő arameus parasztságot kiirtották, Indiában és Kelet-Iránban százezrek estek áldozatul kegyetlenségének, ahogy a gazdaság, a városok nagy része is megsemmisült. A kézműveseket és mesterembereket az elfoglalt birodalmakból összegyűjtötte, és Szamarkandban a rablott kincsekből pompás építményeket emelt. Pártolta a művészeteket, költők és írók fordultak meg az udvarában, a kor legjelentősebb iszlám történetíróját, Ibn Khaldúnt fejedelmi ellátásban részesítette. Szunnita lévén a saría előírásainak megfelelően élt, megtisztította az utakat a rablóktól, és az anarchiába sodródó birodalmakban vaskézzel teremtette meg a rendet.
Bajazid felett aratott győzelmével Timur némileg rokonszenvet keltett a nyugati államokban, hiszen így időt nyertek az egyre fenyegetőbb oszmán hódításokkal szemben.
Timurt meggyőződéses szunnita elvei nem akadályozták abban, hogy az iszlám ellenségeivel szemben a síitáknak is kedvezzen. Allah ostoraként sújtott le a hitetlenekre, de szigorúan büntette a hatalmukkal visszaélő, despotaként kormányzó, az iszlám előírásait elhanyagoló emíreket is. Szigorú törvényeket hozott a birodalomban elburjánzó korrupció ellen, és mivel kegyetlen intézkedéseivel mégis az iszlám jog szerinti biztonságot nyújtotta, a zűrzavaros politikai környezetben a kereskedelem fellendülése figyelhető meg, egyúttal az általa uralt területek gazdasága virágzásnak indult.
A muszlim jogtudósok formális jogértelmezését mesterkéltnek találta, ezért birodalmában az ezoterikus iszlám tanai, a szúfizmus fellendülése figyelhető meg. A mongol törvényeket, a jaszát megpróbálta a saríával ötvözni, ez azonban erős ellenállásba ütközött az ulamá részéről. Az iszlám addigi perzsa központja keletebbre tolódott, Szamarkandból világvárost építtetett. Kisázsia és Transzoxánia közötti nyelvi, kulturális egység megteremtésével még utoljára egységesítette a széttöredezett iszlám birodalmak vallási közösségét, mielőtt a térség kisebb türk államokra esett szét.
A meghódított területek uralkodóit nem hagyta a helyükön, mint neki adót fizető vazallusokat, hanem családtagjait ültette a helyükre, ezzel birodalma későbbi felbomlását idézte elő. Nem volt a birodalom egészére kiterjedő közigazgatási koncepciója, az elfoglalt területeket nem szervezte meg, csak a nagyobb városoknak szánt kitüntetett szerepet.
Timur utódainak nem sikerült egyben tartani a birodalmat. Fiai vagy korán meghaltak, vagy alkalmatlannak tartotta a vezetésre. A legfiatalabbat Sáhruhot szelídsége és békeszeretete miatt nem emelte trónra, ezért unokáját, Pír Mohamedet nevezte ki utódjának, akit 1407-ben saját nagyvezére gyilkolt meg. Unokái között belháború tört ki a megüresedett trónért, így végül Sáhruh (1407–1447) lett a birodalom vezetője. Jószomszédi viszonyt ápolt a környező államokkal, így az Arany Horda (Kipcsak Birodalom) és az indiai fejedelmek is elismerték jogait apja hódításainak területén. Heráti fővárosából kormányzott és a saríát fogadta el egyedül jogforrásként, így Timur álma a jászá ősi mongol törvényeinek kiterjesztéséről nem valósulhatott meg. Ez a mongolok ellenérzését váltotta ki. A Dzsaláiridákkal szembeni háborúskodásban, akik az Ílhánok nyomán Mezopotámiában vették át a hatalmat, alul maradt, és fokozatosan vesztett területeket a karakojunluk (Fekete Ürü törzsszövetség) terjeszkedései miatt is. Amikor a karakojunluk legyőzték a Dzsaláiridákat és elfoglalták Bagdadot, ők lettek Sáhruh legveszélyesebb ellenfelei.
Halála után hét fia közül Ulugbek (1407–1449) örökölte a hatalmat, aki rendkívüli nyitottságáról volt ismert az iszlám világban. Már 1407-től független uralkodóként Szamarkandban élt, és nagyapja mongol hagyományait próbálta átörökíteni az erősen iszlamizált kánságban. Pártolta a művészeteket, az irodalmat, híres volt természettudományi érdeklődéséről is. Nem csak mecsetek és medreszék építésével emelte Szamarkand és Buhara fényét, hanem csillagvizsgálót építtetett és számos matematikai témájú értekezést hagyott az utókorra.

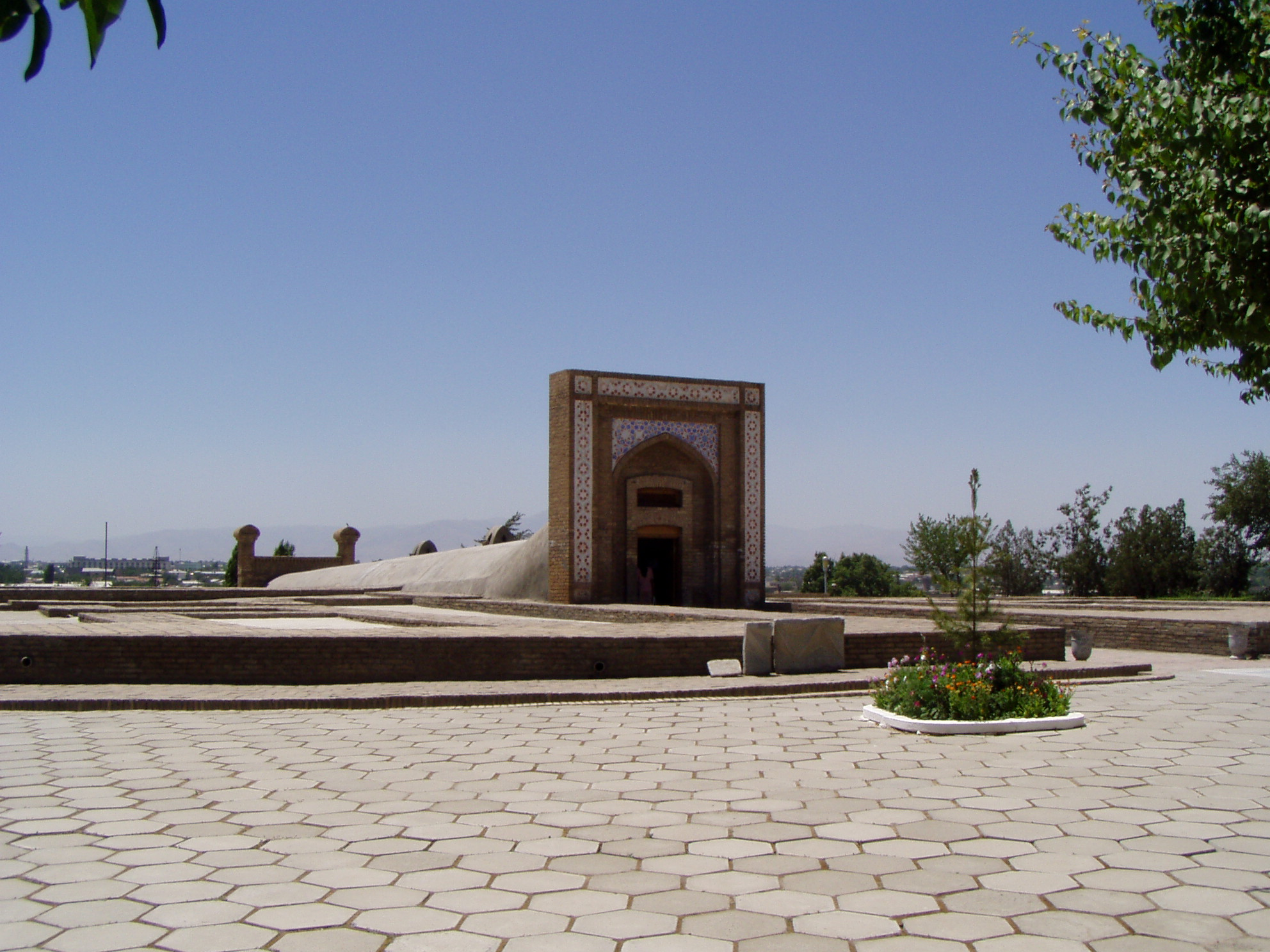
Ulugbek csillagvizsgálójának megmaradt és rekonstruált alapja Szamarkandban, amelyet a vallástudósok leromboltattak az uralkodó halálakor

Ulugbek nem volt képes a birodalmi egységet fenntartani testvérei és unokaöccsei lázadásai ellenében. Bár több hadjáratban legyőzte őket, jelentős területeket veszített Iránban, Horászánban, végül hatalma csak Transzoxániára korlátozódott. Legnagyobb ellenfele saját fia, Abdul-Latif volt, aki Sáhruh udvarában nevelkedett, és átvéve a hadsereg vezetését, csapatokat küldött apja ellen, amelyek 1449-ben legyőzték. Ulugbek visszavonult, de mekkai zarándoklat közben meggyilkolták.
Abdul-Latif nem uralkodott sokáig, saját emírjei ölték meg. A kialakult hatalmi káoszban Timur egyik dédunokája, Abu Szaíd (1451–1469) ragadta magához a hatalmat, aki a Timur által Közép- és Dél-Perzsiában megszerzett területeket elveszítette az igen agresszívan nyomuló karakojonlukkal szemben. 1458-ban már Herát került veszélybe, amikor a Kara-kojunlukkal szemben fellépő akkonjunluk (Fehér Ürü törzsszövetség) legyőzték ellenfeleiket (1467). Abu Szaíd területeinek visszaszerzése céljából hadjáratot indított (1469) az akkonjunluk ellen, de vereséget szenvedett és fogságban kivégezték.
Herátban Timur egy másik unokája került hatalomra, Huszajn Bajkara (1469–1506), aki sikeresen verte vissza az akkonjunlukat, és udvarában az iszlám művészet és tudomány, még utoljára a timuridák alatt, virágkorát élte. Egy, az üzbég Sejbánidák ellen vezetett csatában vesztette életét. Területeit ellenfelei bekebelezték.
Abu Szaíd fia, Szultán Ahmad (1469–1494) Szamarkandban került trónra, de az északról támadó Sejbánidák ellen a fővárost elvesztette. Unokaöccse, Bábur időlegesen visszafoglalta 1497-ben, de rövidesen fel kellett adnia, és a Sejbánidák véglegesen megtelepedtek Szamarkandban.
Bábur menekülni kényszerült, csapataival Kabulon keresztül Indiába vonult, ahol 1526-ig sorra meghódoltak neki India fejedelmei, majd itt létrehozta a Mogul Birodalmat.

## Uralkodók

### Az egységes birodalom uralkodói
| Uralkodó                        | Születési idő       | Halálozási idő    | Élethossz | Uralkodási idő       | Uralkodási évek | Megjegyzés |
| ------------------------------- | ------------------- | ----------------- | --------- | -------------------- | --------------- | ---------- |
| Timur Lenk (Tamerlán)           | 1336. április 6.    | 1405. február 18. | 68 év     | emír: 1370 – 1405    | 35 év           |            |
| Pír Muhammad                    | 1374                | 1407. február 22. | 33 év     | szultán: 1405 – 1407 | 2 év            |            |
| Sáhruh                          | 1377. augusztus 20. | 1447. március 12. | 69 év     | szultán: 1405 – 1447 | 42 év           |            |
| Ulugbek                         | 1394. március 22.   | 1449. október 27. | 55 év     | szultán: 1447 – 1449 | 2 év            |            |
| 1449 után szétesett a birodalom |                     |                   |           |                      |                 |            |

### Horászánuralkodói (1405–1507)
| Uralkodó               | Születési idő       | Halálozási idő      | Élethossz | Uralkodási idő       | Uralkodási évek | Megjegyzés                     |
| ---------------------- | ------------------- | ------------------- | --------- | -------------------- | --------------- | ------------------------------ |
| Sáhruh                 | 1377. augusztus 20. | 1447. március 12.   | 69 év     | szultán: 1405 – 1447 | 42 év           | timurida császár is.           |
| Szultán Mohammed       | ?                   | 1451                | ? év      | szultán: 1447 – 1451 | 4 év            |                                |
| Bábur Mirza            | 1422                | 1457. március 22.   | év        | szultán: 1451 – 1457 | 6 év            |                                |
| Sáh Mahmúd             | 1446                | 1459 októbere       | ? év      | szultán: 1457        | 1 év            |                                |
| Ibrahim Mirza          | ?                   | 1459. augusztus 6.  | ? év      | szultán: 1457 – 1459 | 2 év            |                                |
| Abú Szaid              | 1424                | 1469. február 11.   | 45 év     | szultán: 1459 – 1469 | 10 év           | Transzoxániában is uralkodott. |
| Huszain Bajkarat       | 1438. június 1.     | 1506. május 4.      | 67 év     | szultán: 1469        | 1 év            |                                |
| Jadigár Mohammed       | ?                   | 1470                | ? év      | szultán: 1469 – 1470 | 1 év            |                                |
| Huszain Bajquarat (2x) | 1438. június 1.     | 1506. május 4.      | 67 év     | szultán: 1470 – 1506 | 36 év           |                                |
| Badi al-Zámán          | 1469                | 1515. augusztus 12. | 46 év     | szultán: 1506 – 1507 | 1 év            |                                |
| Muzaffár Husszain      | ?                   | kb. 1508            | ? év      | szultán: 1506 – 1507 | 1 év            |                                |

### Transzoxániauralkodói (1405–1512)
| Uralkodó       | Születési idő     | Halálozási idő    | Élethossz | Uralkodási idő       | Uralkodási évek | Megjegyzés                 |
| -------------- | ----------------- | ----------------- | --------- | -------------------- | --------------- | -------------------------- |
| Khalil Szultán | 1384              | 1411. november 4. | 27 év     | szultán: 1405 – 1409 | 4 év            |                            |
| Ulugbek        | 1394. március 22. | 1449. október 27. | 55 év     | szultán: 1409 – 1449 | 40 év           | 1447-től timurida császár. |
| Abd al-Latíf   | 1420              | 1450. május 9.    | 30 év     | szultán: 1449 – 1450 | 1 év            |                            |
| Abd Alláh      | 1433. március 19. | 1451. június 22.  | 19 év     | szultán: 1449 – 1451 | 2 év            |                            |
| Abú Szaíd      | 1424              | 1469. február 11. | 45 év     | szultán: 1451 – 1469 | 18 év           | Horászánban is uralkodott. |

Ezt követően Transzoxánia több kisebb részre esett szét Abú Szaíd fiai között, amelyet ez a táblázat mutat be:
| Sultan Ahmad Mirza 1469–1494                          | Sultan Ahmad Mirza 1469–1494                          | Sultan Ahmad Mirza 1469–1494                          | II. Umar Shaikh Mirza 1469–1494                       | Sultan Mahmud Mirza 1469–1495                         | II. Ulugh Beg Mirza 1469–1502           |                                      |                                      |                                      |
| Sultan Baysonqor Mirza bin Mahmud Mirza 1495–1497     | Sultan Ali bin Mahmud Mirza 1495–1500                 | Sultan Masud Mirza bin Mahmud Mirza 1495 – ?          | Záhirud-Dín Muhammad Bábur 1494–1497                  | Khusroe Shah ? – 1503                                 | Mukim Beg Arghun (trónbitorló) ? – 1504 |                                      |                                      |                                      |
| A terület az Üzbég Kánság uralma alá kerül: 1500–1501 | A terület az Üzbég Kánság uralma alá kerül: 1500–1501 | A terület az Üzbég Kánság uralma alá kerül: 1500–1501 | II. Jahangir Mirza 1497 – ?                           | Záhirud-Dín Muhammad Bábur 1503–1504                  | Záhirud-Dín Muhammad Bábur 1503–1504    | Záhirud-Dín Muhammad Bábur 1503–1504 | Záhirud-Dín Muhammad Bábur 1503–1504 | Záhirud-Dín Muhammad Bábur 1503–1504 |
| A terület az Üzbég Kánság uralma alá kerül: 1503–1504 | A terület az Üzbég Kánság uralma alá kerül: 1503–1504 | A terület az Üzbég Kánság uralma alá kerül: 1503–1504 | A terület az Üzbég Kánság uralma alá kerül: 1503–1504 | A terület az Üzbég Kánság uralma alá kerül: 1503–1504 | Záhirud-Dín Muhammad Bábur 1504–1511    |                                      |                                      |                                      |
| Záhirud-Dín Muhammad Bábur 1511–1512                  |                                                       |                                                       |                                                       |                                                       |                                         |                                      |                                      |                                      |
| A terület az Üzbég Kánság uralma alá kerül: 1512      | A terület az Üzbég Kánság uralma alá kerül: 1512      | A terület az Üzbég Kánság uralma alá kerül: 1512      | A terület az Üzbég Kánság uralma alá kerül: 1512      | A terület az Üzbég Kánság uralma alá kerül: 1512      | Záhirud-Dín Muhammad Bábur 1512–1530    |                                      |                                      |                                      |
| Az egész birodalom az Üzbég Kánság uralma alá kerül.  |                                                       |                                                       |                                                       |                                                       |                                         |                                      |                                      |                                      |